# Shreeram Abhyankar
Shreeram Shankar Abhyankar (Marata: श्रीराम शंकर अभ्यंकर, Śrīrām Śankar Abhyankar; Ujjain, Índia, 22 de julho de 1930 — West Lafayette (Indiana), 2 de novembro de 2012) foi um matemático indiano.
Foi palestrante do Congresso Internacional de Matemáticos. em Moscou (1966).

## Obras
- Lectures on Algebra. World Scientific 2006.
- Historical ramblings in algebraic geometry and related algebra. American Mathematical Monthly, Juni 1976. Recebeu o Prêmio Lester R. Ford.
- Resolution of singularities of embedded algebraic surfaces. Academic Press, 1966, 2.Auflage Springer 1998, ISBN 3-540-63719-2.
- Algebraic Geometry for Scientists and Engineers. AMS 1990.
- Enumerative combinatorics of Young Tableaux. Dekker 1988.
- Local analytic geometry. Academic Press 1964.
- Geometric theory of algebraic space curves. Lecture Notes in Mathematics, Springer 1974.
- Weighted expansions for canonical desingularizations. Lecture Notes in Mathematics, Springer 1982.
- Lectures on expansion techniques in algebraic geometry. Tata Institut 1977.
- Three Ways of Measuring Distance, Three Orbits, Three Subdegrees, or the Great Theorems of Cameron and Kantor. Notices AMS, August 2002. (PDF-Datei; 330 kB)
- Galois theory on the line in nonzero characteristic. BAMS Bd.27, 1992, S.68-131.
- Resolution of singularities and modular Galois theory. BAMS 2001.